# Little Germany

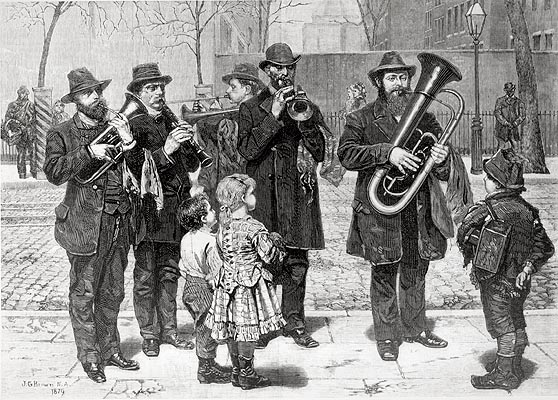
Een Duitse band in New York rond 1876

Little Germany, in het Duits ook wel Kleindeutschland, was een dichtbevolkte Duitse buurt rond Tompkins Square (die begrensd is door Avenues A en B en 7th en 10th Street) in de Lower East Side van het New Yorkse stadsdeel New York. Dit gedeelte van de Amerikaanse stad werd later bekend als Alphabet City. De Duitse buurt verdween binnen het jaar na de scheepsramp met de General Slocum in 1904, die de sociale fundering van de wijk wegvaagde.

## Groei

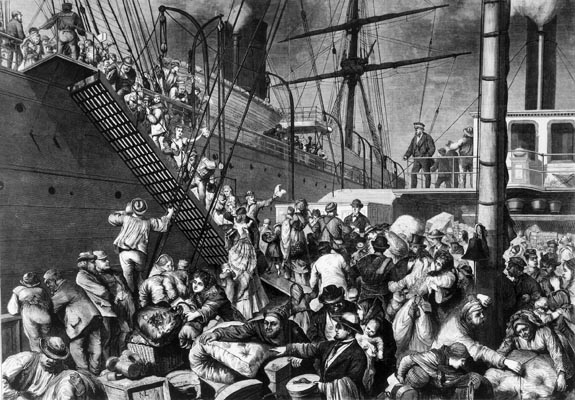
Duitsers boorden een schip in Hamburg naar New York in 1876

Een Duitse immigrantenstroom deed de Verenigde Staten aan in de late 19e en de vroege 20e eeuw. Via Ellis Island leverde deze een constante bevolkingstoevoer voor Little Germany. In de jaren 1850 alleen al passeerden er 800.000 Duitsers door New York. De Duitse immigranten verschilden van andere migranten doordat zij gewoonlijk geschoold waren en vaardig waren in ambachten. Meer dan de helft van de bakkers en meubelmakers in New York was Duits of van Duitse afkomst. Vele Duitsers werkten ook in de bouwnijverheid. Geschoolde Duitsers speelden een belangrijke rol in de oprichting van Amerikaanse vakbonden en waren vaak politiek actief. Aan het begin van de 20e eeuw was de populatie in Little Germany aangezwollen tot bijna een half miljoen. De wijk vormde het culturele centrum van Duitse activiteiten in New York, waaronder biertuinen (Duits: biergarten), sportclubs, bibliotheken, koren, schuttersverenigingen, Duitse scholen en kerken.

## De ramp met de General Slocum

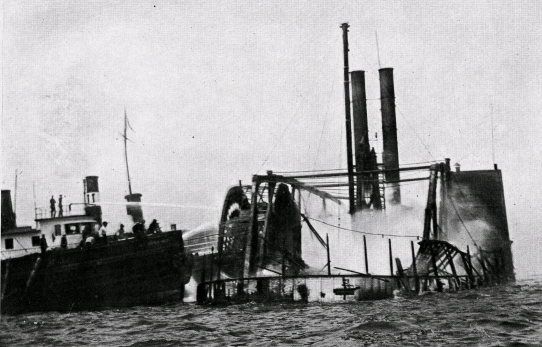
Brandweerlieden blussen de General Slocum.

Op 15 juni 1904 werd Little Germany door een ramp getroffen. De Evangelische Lutherse Kerk organiseerde haar 17de jaarlijkse picknick op rij om het einde van het schooljaar te vieren en charterde het schip de General Slocum, voor een trip op de East River naar een picknickplaats op Long Island. Meer dan 1300 passagiers, voornamelijk vrouwen en kinderen, namen deel aan het gebeuren. Kort na het afvaren vatte de voorraadruimte in het voorste deel van het schip vlam. Het schip was wel voorzien van reddingssloepen en reddingsvesten, maar deze waren niet te gebruiken. De reddingsvesten waren verrot en dreven niet, de sloepen waren ontoegankelijk. 1021 passagiers stierven door verbranding of verdrinking. Hoewel slechts één procent van de populatie van Little Germany omkwam bij deze ramp had ze een destructieve impact op deze gemeenschap. Onder de doden bevonden zich de leden van de invloedrijkste families, het sociale fundament van de gemeenschap van Little Germany. De families die niet getroffen werden waren veelal nieuw geïmmigreerde Duitsers die het vooralsnog ontbrak aan middelen voor plezieruitjes.

## Het einde van Little Germany
Uiteindelijk overleefde Little Germany de ramp niet. Scholen hadden geen kinderen, winkels geen eigenaars, en sommige van de getroffen ouders, echtgenoten, kinderen en vrienden pleegden zelfmoord. Het verlangen een schuldige te vinden leidde tot conflicten in de publieke opinie. Familiedisputen over de verdeling van geld onder de overlevenden leidde tot een verzuring van de gemeenschap van Little Germany. Families verhuisden en verspreidden zich, handelszaken sloten de deuren en Little Germany hield op te bestaan. De General Slocum-ramp is de hoofdreden dat New York, met iconische buurten als China Town en Little Italy, niet langer over een Little Germany beschikt.
Na de ramp verhuisden vele Duitse inwoners naar de Upper East Side van Manhattan (Yorkville).